# Сугестија
Сугестија је поступак отвореног или скривеног навођења другог човека или групе људи да некритички, али без присиле, прихвате идеје, уверења, ставове или одређене обрасце понашања. Овај поступак убеђивања се манифестује као предлог, наговор или наредба. Сугестија се често користи у терапији, као и у економској, политичкој и свакој другој пропаганди.